# Маппеты (фильм, 1979)
The Muppet Movie — первый из серии игровых полнометражных музыкальных фильмов, в которых снимались Маппеты. Выпущен 22 июня 1979 года компаниями Henson Associates, Children's Television Workshop и ITC Entertainment.
Издан на DVD компанией Sony Pictures в 2001 году, переиздан в 2005 году Walt Disney Pictures под названием Kermit’s 50th Anniversary Edition.

## Сюжет
Лягушонок Кермит родом из провинции, встречает агента Берни (Делуиз, Дом). Агент восхищается талантом Кермита и вдохновляет его на путешествие в Голливуд через всю страну. Во время своего путешествия Кермит знакомится с медвежонком Фоззи и другими куклами. Их преследует злодей Doc Hopper (Дёрнинг, Чарльз), владелец французского ресторана.

## Актеры
- Дёрнинг, Чарльз — Док Хоппер
- Остин Пендлтон — Макс
- Скотт Уокер[уточнить] — Змей Уокер
- Кэролл Спинни — Большая Птица
- Стив Уитмайр — Птица Флетчер / Скутер (ассистент)
- Джерри Нельсон — Флойд Пепер / Безумный Гарри / Лягушонок Робин / прочие маппеты

### Камео
- Берген, Эдгар — в роли самого себя
- Брукс, Мел — профессор Макс Крассмен
- Делуиз, Дом — агент Берни

Фильм снимался в Альбукерке.

## Оценка
Фильм The Muppet Movie был положительно оценен критиками, 89 % на Rotten Tomatoes и 67/100 на Metacritic.
В 2009 фильм был включен в список Национальный реестр фильмов Библиотеки Конгресса.